# Chabertia ovina
Espèce
Chabertia ovina est une espèce de la famille des Strongylidae. Il s'agit d'un parasite du mouton que l'on rencontre partout dans le monde mais plus fréquemment dans les régions tempérées.

## Systématique
Selon les sources, cette espèce est attribuée à l'entomologiste danois Johan Christian Fabricius soit en 1788, sous le protonyme de Sclerostoma ovina, soit en 1794 , sous le protonyme de Strongylus ovinus. Enfin GBIF donne Louis-Joseph Alcide Railliet et Albert Henry, 1909, ce qui correspond à la date à laquelle ils ont créé le genre Chabertia et ont renommé cette espèce sous le taxon actuel de Chabertia ovina.
Chabertia ovina a pour synonymes :
- Sclerostoma ovina Fabricius, 1788
- Strongylus ovinus Fabricius, 1794

## Étymologie
Son épithète spécifique, ovina, fait référence au Mouton, classé dans le genre des ovins.